# Giovanni Cristiano I di Eggenberg
Giovanni Cristiano I di Eggenberg, III principe di Eggenberg, noto anche come Giovanni III (Praga, 7 settembre 1641 – Praga, 14 dicembre 1710), fu principe di Eggenberg dal 1649 fino alla sua morte.

## Biografia

### I primi anni
Giovanni Antonio nacque a Praga nel 1641, figlio primogenito di Giovanni Antonio I di Eggenberg, II principe di Eggenberg, e di sua moglie, la margravia Anna Maria di Brandeburgo-Bayreuth. Per parte di madre era imparentato coi duchi di Prussia.
Quando Giovanni Antonio nacque, suo padre era uno degli uomini più influenti alla corte asburgica di Vienna come pure lo era stato suo nonno grazie alle amicizie personali contratte con gli imperatori della loro epoca. Alla morte però improvvisa di Giovanni Antonio I nel 1649, Giovanni Cristiano dovette affrontare una situazione complessa per l'eredità del genitore che, in assenza di un testamento, lo costrinse a dividere parte dei propri poteri e dei propri possedimenti col fratello Giovanni Sigifredo, pur permanendo la tutela generale di sua madre su entrambi i figli.
Come già suo padre, Giovanni Cristiano si dedicò da giovanissimo allo studio delle lingue e dal 1654 iniziò a frequentare l'Università di Graz gestita dai gesuiti, completandola nel 1660 e dando inizio poco dopo ad un grand tour in Europa col fratello che toccò tappe importanti come la Germania, la Francia, la Spagna, la Svizzera e l'Italia dove venne ricevuto a Roma da papa Alessandro VII.

### La divisione dell'eredità paterna
Dopo il ritorno dal viaggio intrapreso, nel 1663 i due fratelli avevano ormai raggiunto l'età necessaria per poter essere dichiarati maggiorenni, ma la soluzione dell'eredità paterna fu tutt'altro che semplice. Il fratello minore Giovanni Sigifredo, infatti, supportato da sua madre, riteneva ingiusto perdere il diritto al principato in mancanza di un testamento chiaro di suo padre. Fu così che dopo molte pressioni da più parti, nel 1665 i due fratelli addivennero ad un accordo secondo il quale i beni della famiglia sarebbero stati ripartiti equamente tra i due: Giovanni Cristiano avrebbe ricevuto i domini in Boemia mentre Giovanni Sigifredo quello in Stiria e Carniola.
Gli imperatori asburgici si dimostrarono sensibili a voler riconciliare i due fratelli, e per condurre queste trattative si servirono di un diplomatico d'eccezione per l'epoca, il principe Giovanni Adolfo I di Schwarzenberg. Pur con l'assistenza del principe, la situazione non sembrò comunque migliorata né tanto meno conclusa. Fu solo il 21 febbraio 1666 con il matrimonio tra la principessa Maria Ernestina, figlia di Giovanni Adolfo I di Schwarzenberg, che la situazione mutò radicalmente, in quanto anche gli Schwarzenberg diedero il loro appoggio personale alla primogenitura di Giovanni Cristiano, il quale decise di ritirarsi al suo castello di Český Krumlov e di farne la propria nuova sede. Le dispute col fratello continuarono per altri sette anni, quando infine intervenne l'imperatore, che decise di assegnare anche la reggenza della contea principesca di Gradisca al solo principe Giovanni Cristiano, il che gli consentiva a tutti gli effetti di sedere al Reichstag. Nel 1672, infine, Giovanni Sigifredo ottenne una compensazione in denaro per i diritti perduti, ma pretese comunque formalmente di condividerne la reggenza della contea principesca di Gradisca, di cui ottenne la metà dei profitti.

### L'amministrazione dei beni in Boemia

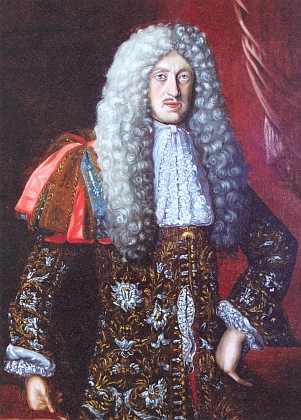
Il principe Giovanni Cristiano I in un ritratto d'epoca

Durante i suoi primi anni da principe, Giovanni Cristiano ebbe alcuni problemi coi suoi funzionari che lo aiutavano nella reggenza del ducato di Krumlov, in Boemia, per una dilagante corruzione, ma infine seppe rivelarsi un ottimo manager. Iniziò nel contempo il restauro del castello di Český Krumlov per trasformarlo in un moderno palazzo di residenza ed acquisì anche le città di Chlum u Křemže, Chlumeček, Myslín, Běleč, Světlík, Bartochově e Lhotka. Concesse inoltre dei privilegi particolari alle corporazioni artigiane locali.

#### L'arte al castello di Český Krumlov
Il matrimonio tra Giovanni Cristiano e Maria Ernestina fu molto felice ed entrambi vantavano diversi interessi in comune, tra cui l'arte. La loro residenza stabile dal 1666 al castello di Český Krumlov fece sì che il palazzo fosse interessato da profondi rinnovamenti in stile barocco. I due convocarono a lavorare al castello artisti di fama internazionale come il pittore di corte Henry de Veerle, lo scenografo Johann Martin Schaumberger, Domenico Rosetti, l'architetto Jakub Magia, gli scultori Jan Plansker e Jan Worath. Entrambi i coniugi furono inoltre appassionati collezionisti d'arte oltre che bibliofili, il che consentì di espandere le collezioni già in essere nella famiglia Eggenberg.
La caratteristica più sorprendente della trasformazione barocca del castello di Český Krumlov fu l'istituzione di un teatro stabile. Giovanni Cristiano, seguendo l'esempio di altre grandi corti d'Europa come quella di Vienna, fece realizzare infatti uno splendido edificio teatrale in legno, di tipico gusto barocco. Alla fine del XVII secolo, la compagnia del teatro principesco di Český Krumlov divenne particolarmente famosa ed iniziò a lavorare anche all'estero, in Austria, in Baviera ed in Svizzera. L'edificio, realizzato appunto in legno, si deteriorò però ben presto e venne rimpiazzato all'inizio del XVIII secolo da un teatro stabile in muratura che ancora oggi esiste.

### Gli ultimi anni
Anche negli ultimi anni lo spirito del principe Giovanni Cristiano ed il suo amore per l'arte non conobbe freni. Morì nella sua residenza di Praga il 14 dicembre 1710. Il suo matrimonio, per quanto felice, non aveva però prodotto figli e di conseguenza con la sua dipartita, tutti i titoli vennero riuniti nuovamente nelle mani di suo fratello Giovanni Sigifredo, dietro però condizione che i titoli sarebbero poi passati al discendente primogenito di questi senza ulteriori contrasti o divisioni. La salma di Giovanni Cristiano I venne sepolta presso la chiesa di San Vito a Český Krumlov, ma alla fine il suo corpo venne trasferito nella tomba di famiglia a Graz.

## Matrimonio e figli
A Graz il 21 febbraio 1666 il principe Giovanni Cristiano I sposò la principessa Maria Ernestina di Schwarzenberg (1649-1719), figlia del principe Giovanni Adolfo I di Schwarzenberg e di sua moglie, la contessa Marie-Justine von Starhemberg. La coppia ebbe insieme:
- Leopoldo Giovanni Giuseppe Domenico (nato e morto poco dopo)

La coppia non ebbe altri eredi insieme e per questo alla morte di Giovanni Cristiano I le sue proprietà tornarono al fratello minore Giovanni Sigifrido.

## Albero genealogico
|                                                              |                                 |                                     | Genitori                         |  |  | Nonni |  |  | Bisnonni                                     |  |  | Trisnonni             |  |
|                                                              |                                 |                                     |                                  |  |  |       |  |  | Sigfredo di Eggenberg, signore di Erbersdorf |  |  | Wolfgang di Eggenberg |  |
|                                                              |                                 |                                     |                                  |  |  |       |  |  | Sigfredo di Eggenberg, signore di Erbersdorf |  |  | Wolfgang di Eggenberg |  |
|                                                              |                                 | Ursula Sibylla Panichar             |                                  |  |  |       |  |  | Sigfredo di Eggenberg, signore di Erbersdorf |  |  |                       |  |
| Giovanni Ulrico di Eggenberg, I principe di Eggenberg        |                                 |                                     |                                  |  |  |       |  |  | Sigfredo di Eggenberg, signore di Erbersdorf |  |  |                       |  |
|                                                              |                                 | Anna Benigna Galler von Schwanberg  | Sigmund Galler von Schwanberg    |  |  |       |  |  |                                              |  |  |                       |  |
|                                                              |                                 | Anna Benigna Galler von Schwanberg  | Sigmund Galler von Schwanberg    |  |  |       |  |  |                                              |  |  |                       |  |
|                                                              |                                 | Anna Benigna Galler von Schwanberg  | Anna von Herberstein             |  |  |       |  |  |                                              |  |  |                       |  |
| Giovanni Antonio I di Eggenberg, II principe di Eggenberg    |                                 | Anna Benigna Galler von Schwanberg  |                                  |  |  |       |  |  |                                              |  |  |                       |  |
|                                                              |                                 | Konrad von Thannhausen              | Balthasar III von Thannhausen    |  |  |       |  |  |                                              |  |  |                       |  |
|                                                              |                                 | Konrad von Thannhausen              | Balthasar III von Thannhausen    |  |  |       |  |  |                                              |  |  |                       |  |
|                                                              |                                 | Konrad von Thannhausen              | Euphrosyna von Apffenthal        |  |  |       |  |  |                                              |  |  |                       |  |
| Maria Sidonia von Thannhausen                                |                                 | Konrad von Thannhausen              |                                  |  |  |       |  |  |                                              |  |  |                       |  |
|                                                              |                                 | Barbara Dorothea von Teuffenbach    | Johann von Teuffenbach           |  |  |       |  |  |                                              |  |  |                       |  |
|                                                              |                                 | Barbara Dorothea von Teuffenbach    | Johann von Teuffenbach           |  |  |       |  |  |                                              |  |  |                       |  |
|                                                              |                                 | Barbara Dorothea von Teuffenbach    | Marta von Windisch-Graetz        |  |  |       |  |  |                                              |  |  |                       |  |
| Giovanni Cristiano I di Eggenberg, III principe di Eggenberg |                                 | Barbara Dorothea von Teuffenbach    |                                  |  |  |       |  |  |                                              |  |  |                       |  |
|                                                              | Giovanni Giorgio di Brandeburgo | Gioacchino II di Brandeburgo        |                                  |  |  |       |  |  |                                              |  |  |                       |  |
|                                                              | Giovanni Giorgio di Brandeburgo | Gioacchino II di Brandeburgo        |                                  |  |  |       |  |  |                                              |  |  |                       |  |
|                                                              | Giovanni Giorgio di Brandeburgo | Maddalena di Sassonia               |                                  |  |  |       |  |  |                                              |  |  |                       |  |
| Cristiano di Brandeburgo-Bayreuth                            | Giovanni Giorgio di Brandeburgo |                                     |                                  |  |  |       |  |  |                                              |  |  |                       |  |
|                                                              |                                 | Elisabetta di Anhalt-Zerbst         | Gioacchino Ernesto di Anhalt     |  |  |       |  |  |                                              |  |  |                       |  |
|                                                              |                                 | Elisabetta di Anhalt-Zerbst         | Gioacchino Ernesto di Anhalt     |  |  |       |  |  |                                              |  |  |                       |  |
|                                                              |                                 | Elisabetta di Anhalt-Zerbst         | Agnese di Barby                  |  |  |       |  |  |                                              |  |  |                       |  |
| Anna Maria di Brandeburgo-Bayreuth                           |                                 | Elisabetta di Anhalt-Zerbst         |                                  |  |  |       |  |  |                                              |  |  |                       |  |
|                                                              |                                 | Alberto Federico di Prussia         | Alberto I di Prussia             |  |  |       |  |  |                                              |  |  |                       |  |
|                                                              |                                 | Alberto Federico di Prussia         | Alberto I di Prussia             |  |  |       |  |  |                                              |  |  |                       |  |
|                                                              |                                 | Alberto Federico di Prussia         | Anna Maria di Brunswick-Lüneburg |  |  |       |  |  |                                              |  |  |                       |  |
| Maria di Hohenzollern                                        |                                 | Alberto Federico di Prussia         |                                  |  |  |       |  |  |                                              |  |  |                       |  |
|                                                              |                                 | Maria Eleonora di Jülich-Kleve-Berg | Guglielmo di Jülich-Kleve-Berg   |  |  |       |  |  |                                              |  |  |                       |  |
|                                                              |                                 | Maria Eleonora di Jülich-Kleve-Berg | Guglielmo di Jülich-Kleve-Berg   |  |  |       |  |  |                                              |  |  |                       |  |
|                                                              |                                 | Maria Eleonora di Jülich-Kleve-Berg | Maria d'Austria                  |  |  |       |  |  |                                              |  |  |                       |  |
|                                                              |                                 | Maria Eleonora di Jülich-Kleve-Berg |                                  |  |  |       |  |  |                                              |  |  |                       |  |